# Hammarby kyrka, Uppland
Hammarby kyrka hör till Hammarby församling och är byggd i en sluttning ned mot sjön Fysingens södra strand. Strax väster om kyrkan passerar E4:ans motorväg. Där nuvarande kyrka ligger har sannolikt tidigare funnits en träkyrka.
De flesta av församlingens gudstjänster hålls numera i Vilunda kyrka som ligger i Upplands Väsby Centrum. Hammarby kyrka används mest för dop, bröllop och begravningar.

## Kyrkobyggnaden
Hammarby kyrka är en putsad gråstenskyrka med branta spånklädda sadeltak. Långhuset är orienterat i öst-västlig riktning och har en rektangulär plan som är något oregelbunden i väster. Det är enskeppigt och har fyra kryssvälvda travéer. En sakristia finns vidbyggd på norra sidan och ett vapenhus på södra sidan. Långhusets västra del utgjorde förmodligen långhuset till en mindre romansk kyrka från omkring 1200. Under första delen av 1300-talet utvidgades kyrkan åt öster då nuvarande kor och sakristia tillkom. Valven i den romanska delen murades omkring år 1400. Då byggdes även nuvarande vapenhus som troligen ersätter ett tidigare vapenhus av trä. 1678 rasade långhusets östligaste valv och valvet över koret. Dessa återuppbyggdes samma år. På 1770-talet förstorades kyrkans fönster. Hammarby kyrka är en av ett fåtal medeltidskyrkor som aldrig har haft fönsteröppningar mot norr. Vid en restaurering 1959 putsades väggarna om invändigt och utvändigt. Kyrkans byggnadshistoria reviderades om och man kom fram till att kyrkans del var äldst. Tidigare trodde man att sakristian var äldst och hade tillhört en tidigare träkyrka.

## Interiör
Från början hade kyrkan jordgolv. För att smycka kyrkan inför julen brukade golvet täckas med halm. Detta bruk upphörde vid 1700-talet eftersom halm så lätt kunde antändas. Numera är golvet täckt med tegel. Under golvet har man hittat gravar från 1600-talet. Sakristians golv ligger lägre än övriga kyrkorummet.

## Inventarier
- På altaret står altaruppsats bestående av en stor Kristusskulptur som håller ett kors i högra handen. Vid hans båda sidor står två änglar. Ovanför finns en kartusch med IHS och över denna finns en duva som symboliserar den Helige Ande. Högst upp finns en sol med tetragrammet och två knäböjande putti. Altaruppsatsen är tillverkad 1704 och troligen skuren av Caspar Schröder.
- Altarbordet är av murat tegel med en marmorskiva överst.
- Predikstolen är från 1696 och tillverkades av bildhuggaren Andreas Heysig. Den är rikt utsmyckad med symboler och med familjen de Geers släktvapen. Från begynnelsen har predikstolen befunnit sig på samma plats vid södra korväggen. På predikstolen finns ett timglas från 1793.
- Vid korets norra vägg står en dopfunt vars skaft och vulst härstammar från medeltiden. Ovanliggande cuppa är nytillverkad 1936 och har en dopskål av koppar.
- På kyrkans norrvägg hänger ett altarskåp i ek från 1460-talet. Det är tillverkat i Sverige av en invandrad mästare från Lübeck. I mitten av altarskåpets övre del skildras Marie kröning. Altarskåpet flyttades till norra väggen när nuvarande altaruppsats kom på plats.
- Läktaren i väster byggdes som herrskapsläktare till familjen de Geer, men byggdes senare om till orgelläktare.
- På läktaren finns en orgel som är byggd av Johannes Menzel 1995 och ritad av arkitekt Ulf Oldaeus.

| Man I. Huvudverk | Man II. Svällverk | Pedal      | Koppel |
| ---------------- | ----------------- | ---------- | ------ |
| Borduna 16'      | Gedackt 8'        | Subbas 16' | II/I   |
| Principal 8'     | Fugara 8'         | Violon 8'  | II/P   |
| Dubbelfleut 8'   | Unda maris 8'     | Oktava 4'  | I/P    |
| Oktava 4'        | Principal 4'      | Basun 16'  |        |
| Täckfleut 4'     | Träfleut 4'       |            |        |
| Qvinta 3'        | Fleut 2'          |            |        |
| Oktava 2'        | Vox virginea 8'   |            |        |
| Scharf 2 chor    | Tremulant         |            |        |
| Trumpet 8'       |                   |            |        |
| Tremulant        |                   |            |        |

- Tre ljuskronor av malm är skänkta till kyrkan på 1600-talet.

## Omgivning
- Eftersom kyrkan saknar klocktorn finns en klockstapel uppe på en grusås väster om kyrkan. Klockstapeln byggdes 1626 och är gjord av trä. Den är klädd med brädor och täckt av ett spåntak. Ovanpå taket finns en spira med en flöjel högst upp. Kyrkklockorna manövreras med fjärrkontroll.
- Nordost om kyrkan ligger den gamla prästgården som uppfördes 1691.
- På Stockholmsåsen, nära gamla Uppsalavägen, ligger en kyrkby med enkla bostäder från 1800-talet. Här finns även Hammarbys före detta fattigstuga.
- I slänten nordväst om kyrkan ligger Hammarby källa som under hednisk tid var offerkälla, men i kristen tid omvandlades till trefaldighetskälla.

## Fotogalleri

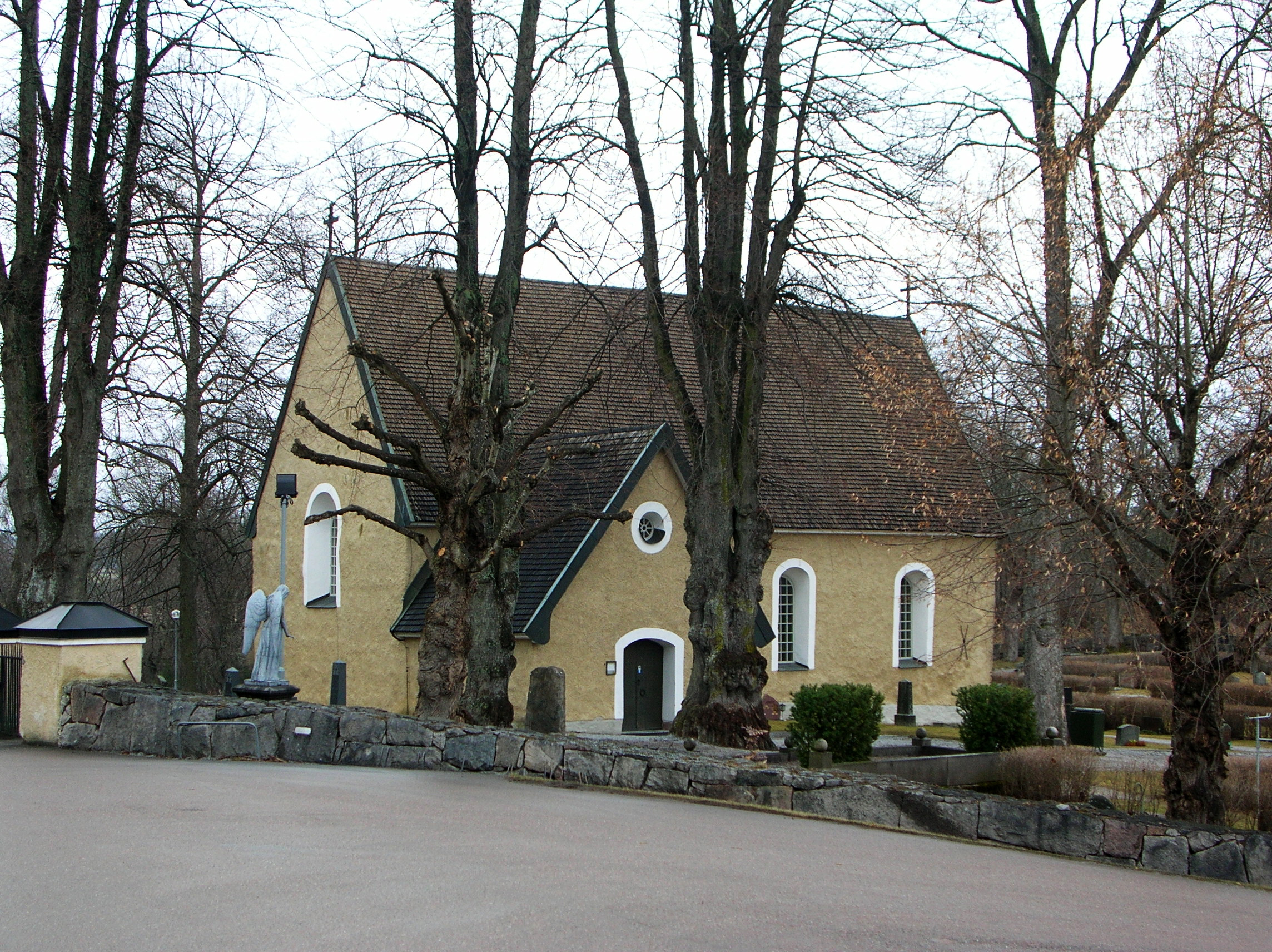
Kyrkan från sydväst
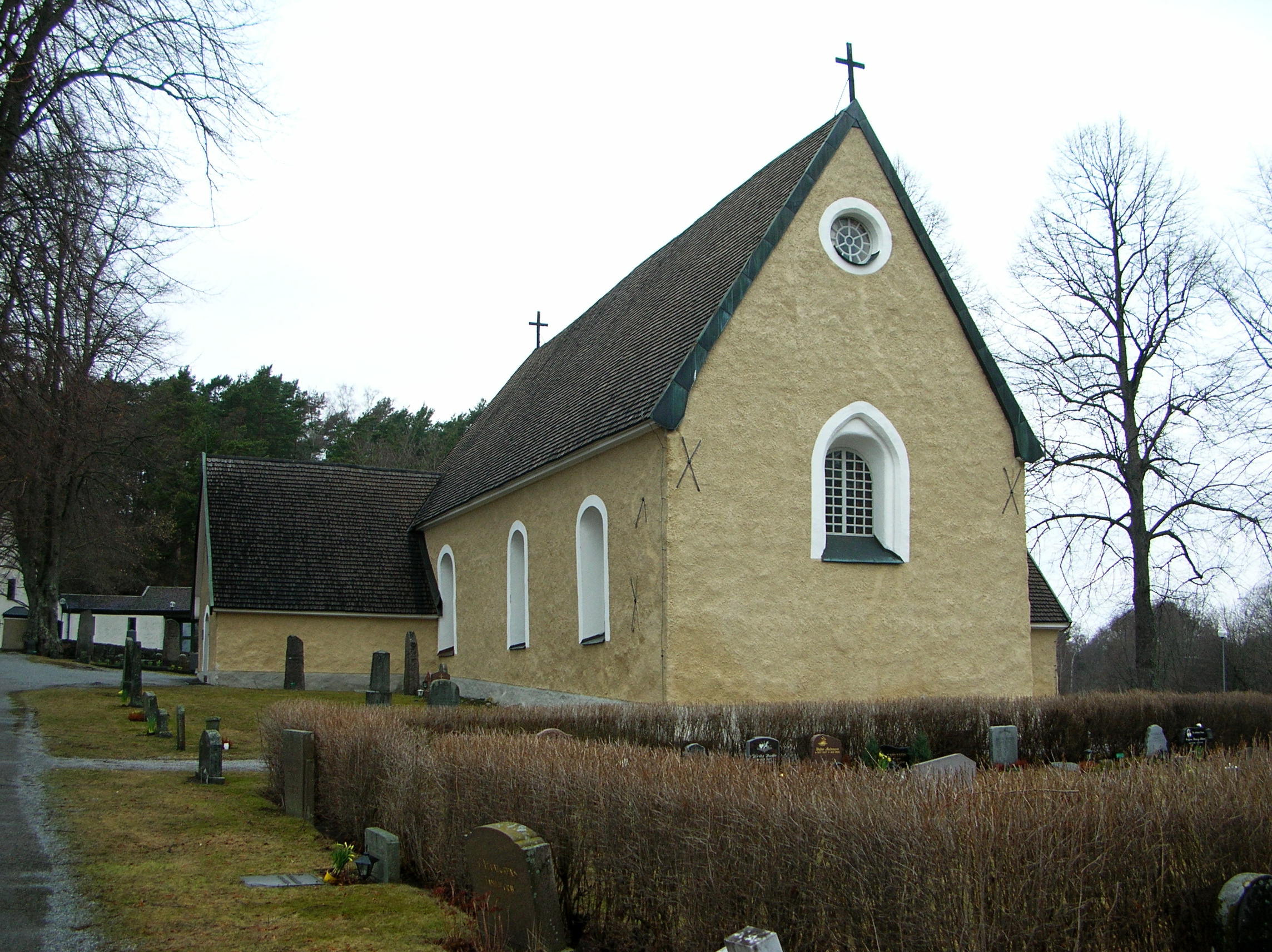
Kyrkan från öster
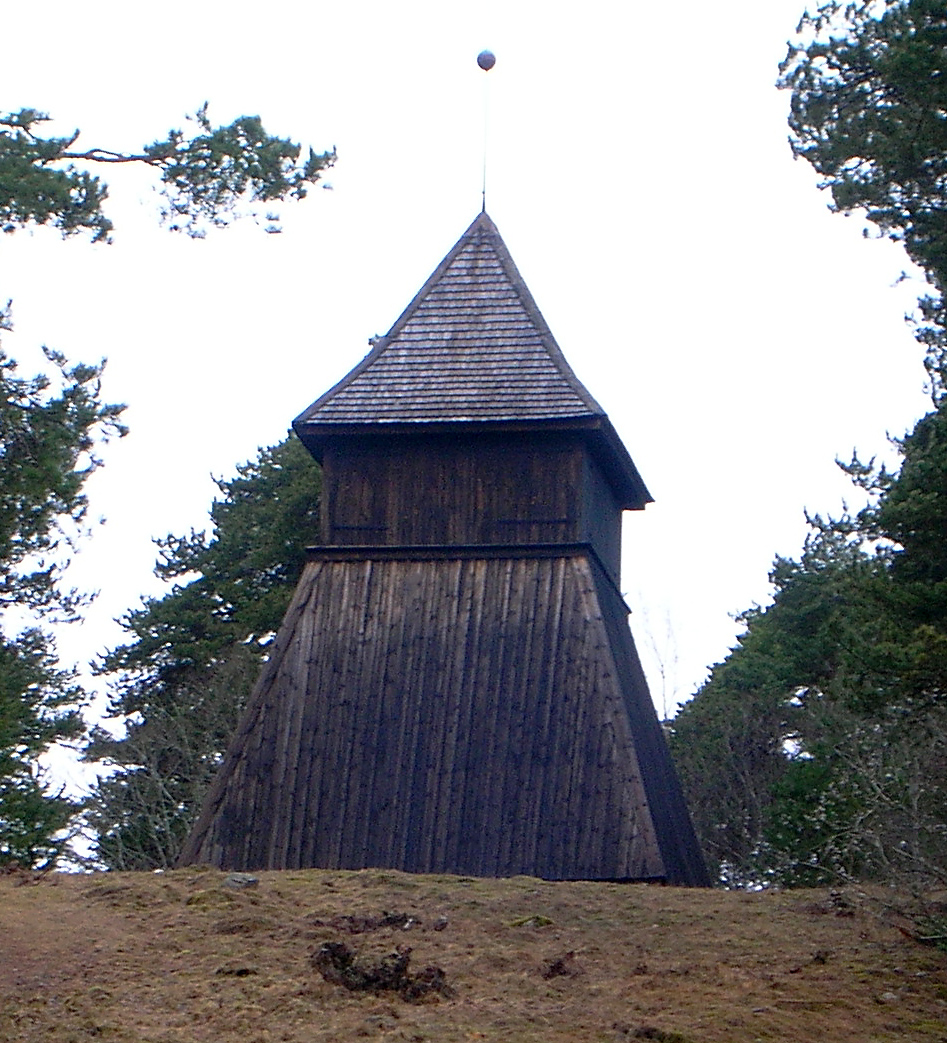
Klockstapel
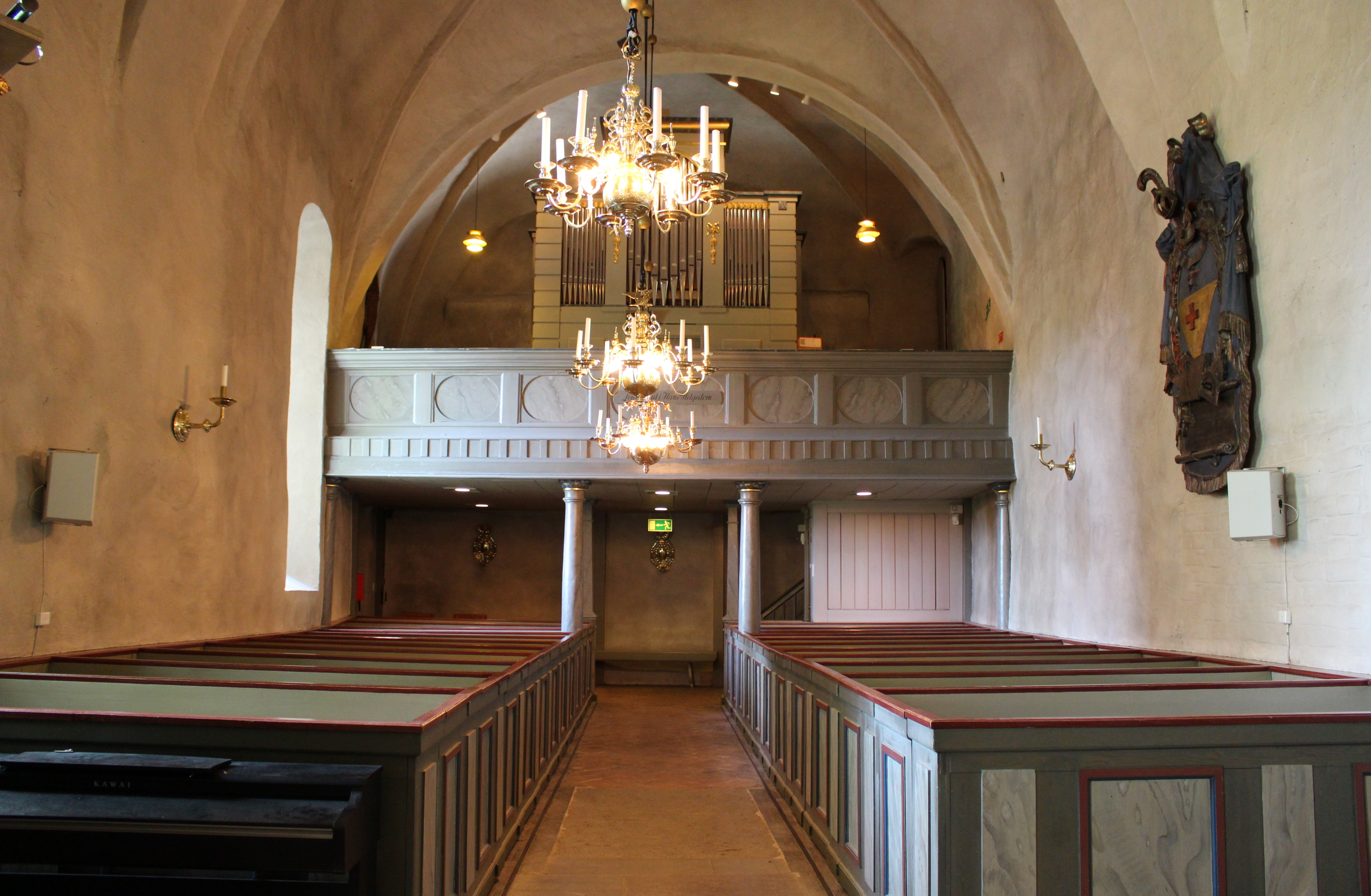
Kyrkorum mot orgelläktaren i väster
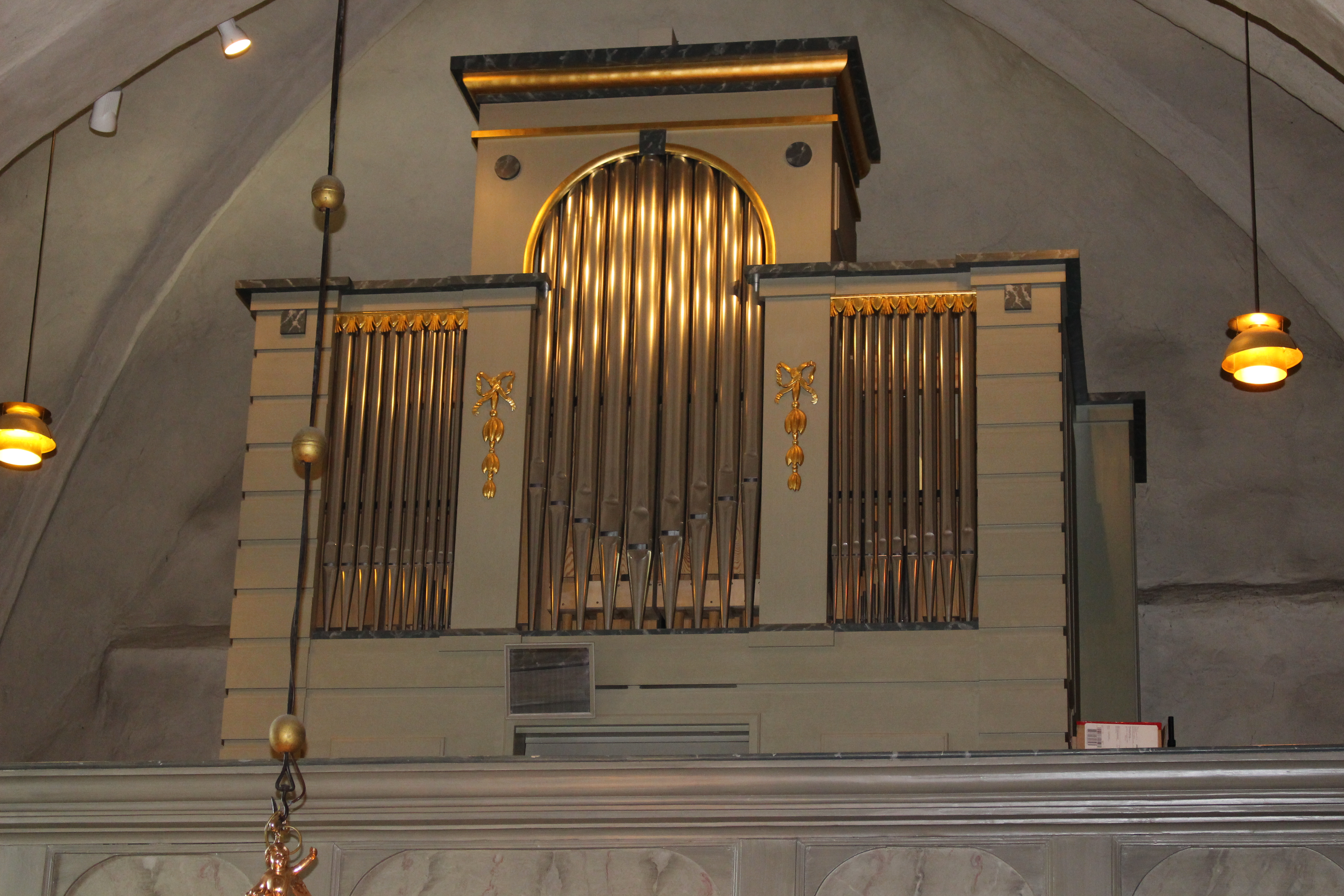
Orgeln
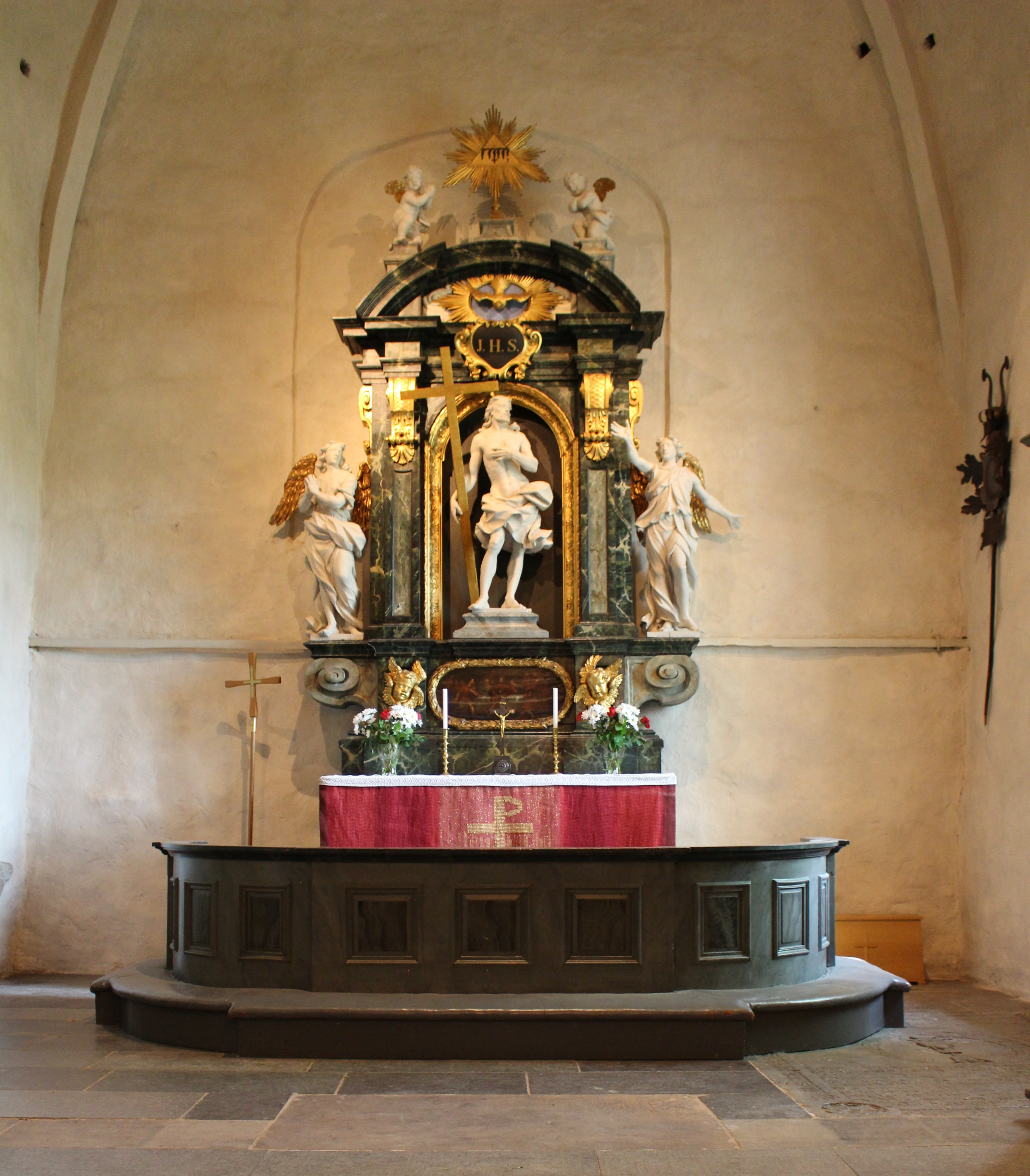
Altaruppsats
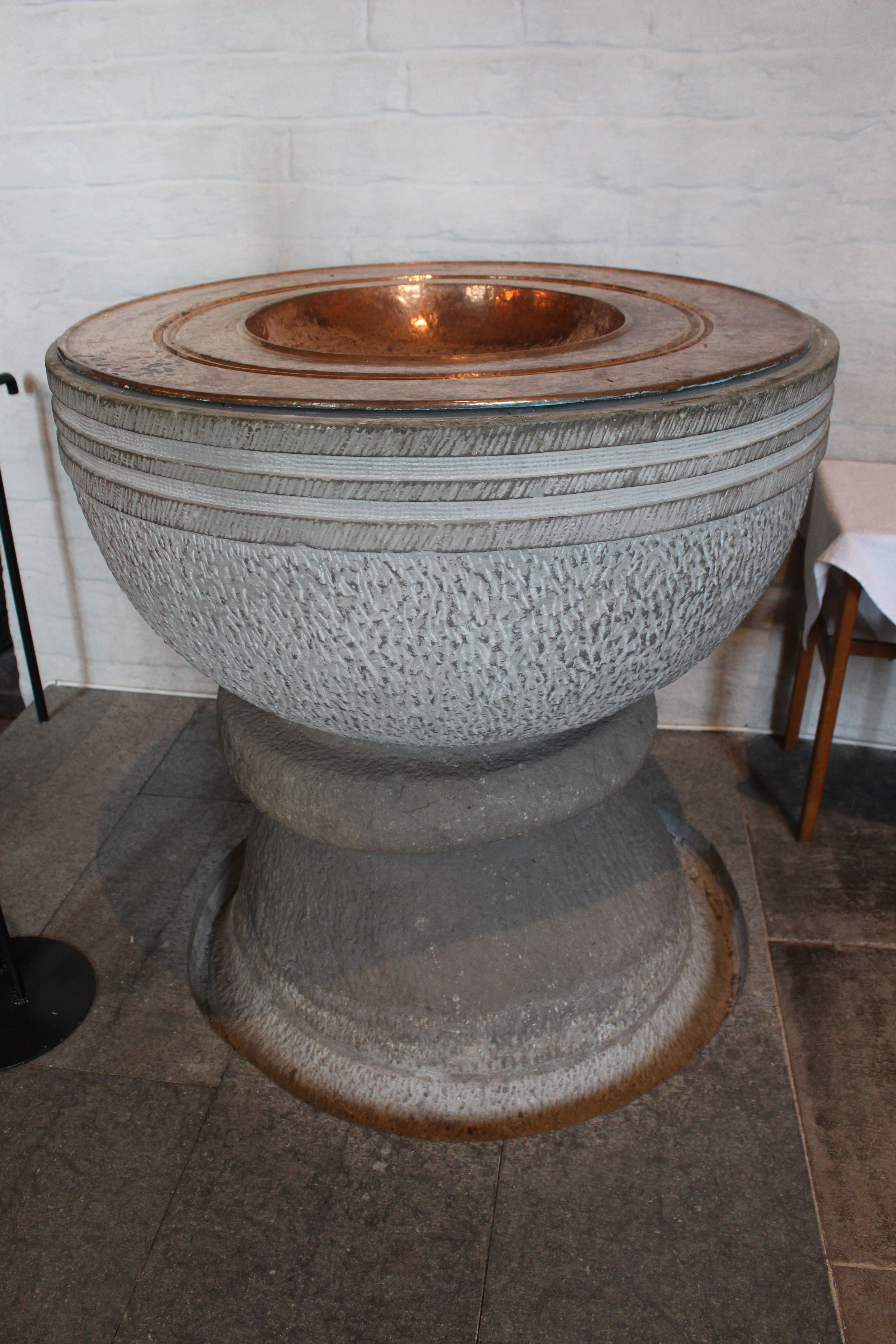
Dopfunt
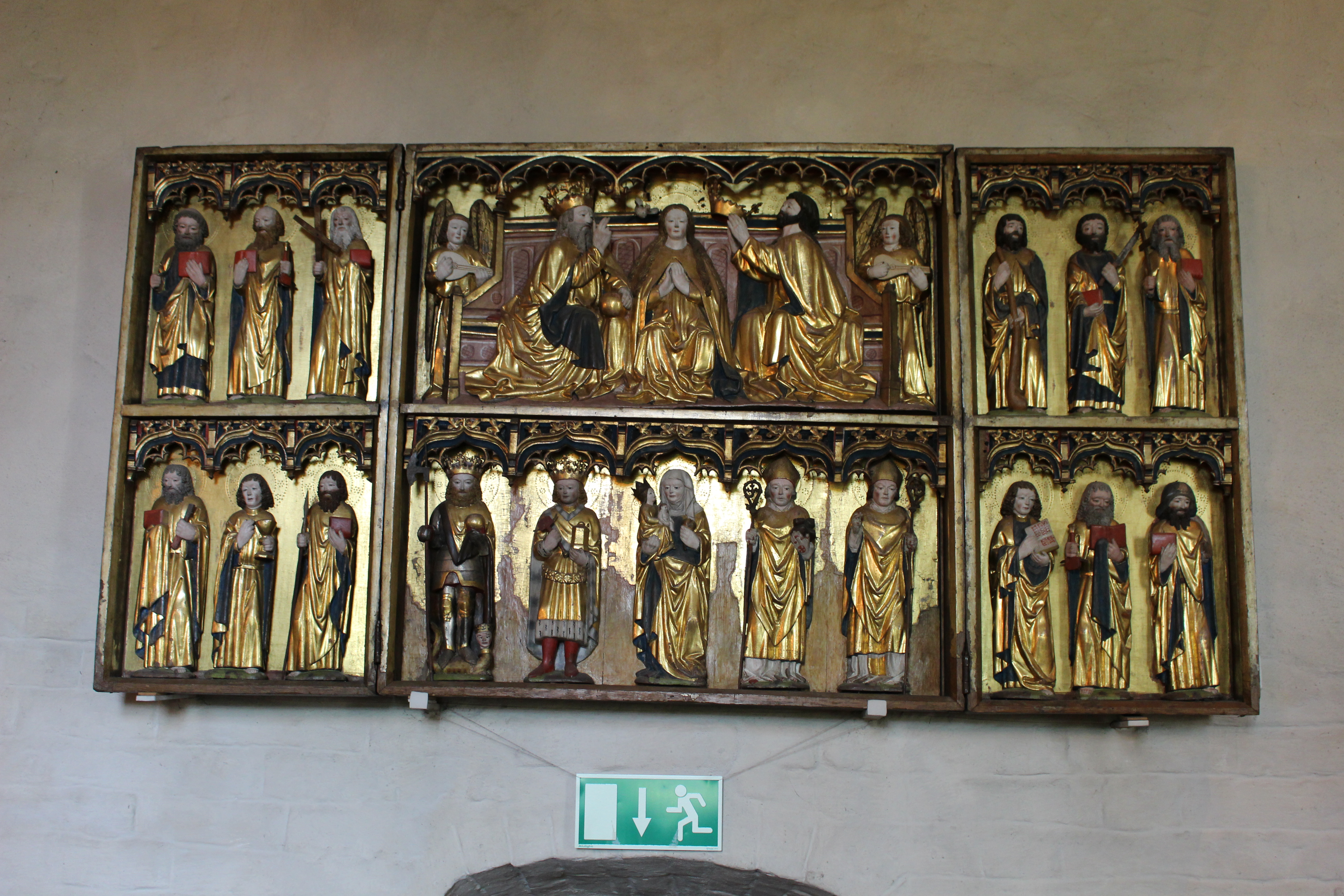
Medeltida altarskåp på norra väggen
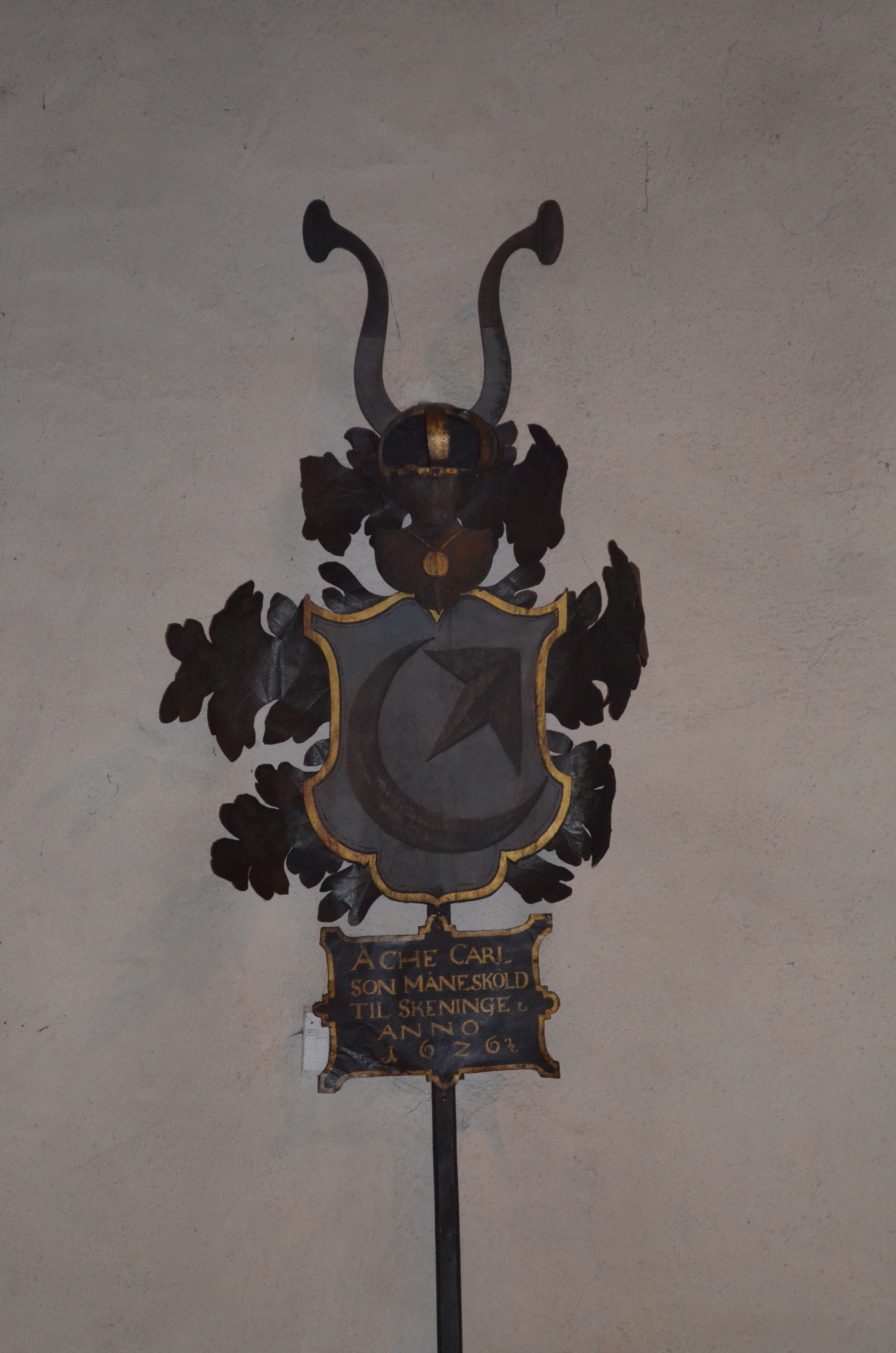
Åke Karlssons (Månesköld af Seglinge, nr 62) huvudbaner i Hammarby kyrka
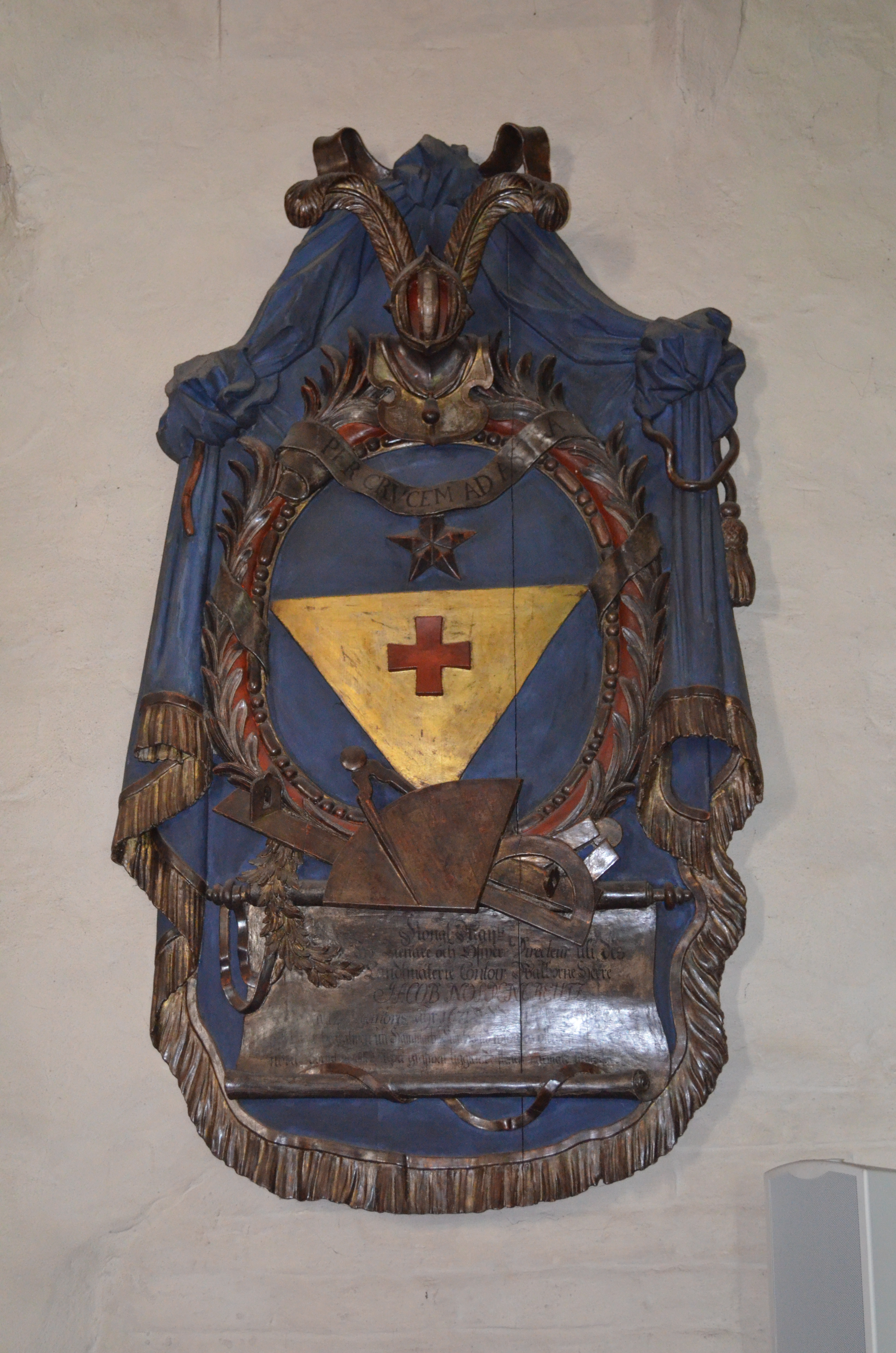
Jacob Nordencreutz (nr 1697) (1671-1747) huvudbaner i Hammarby kyrka
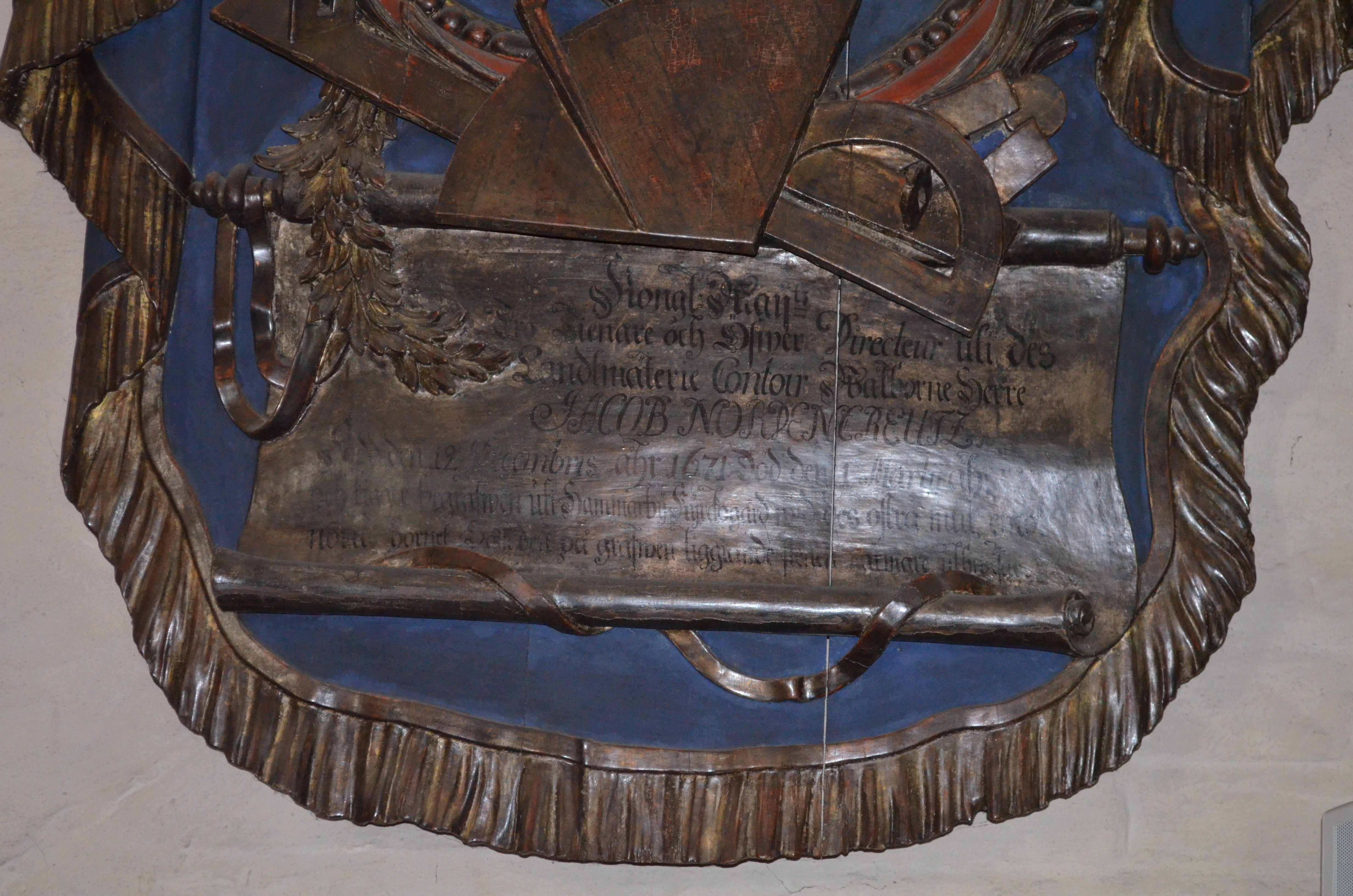
Detalj av Jacob Nordencreutz (nr 1697) (1671-1747) huvudbaner i Hammarby kyrka
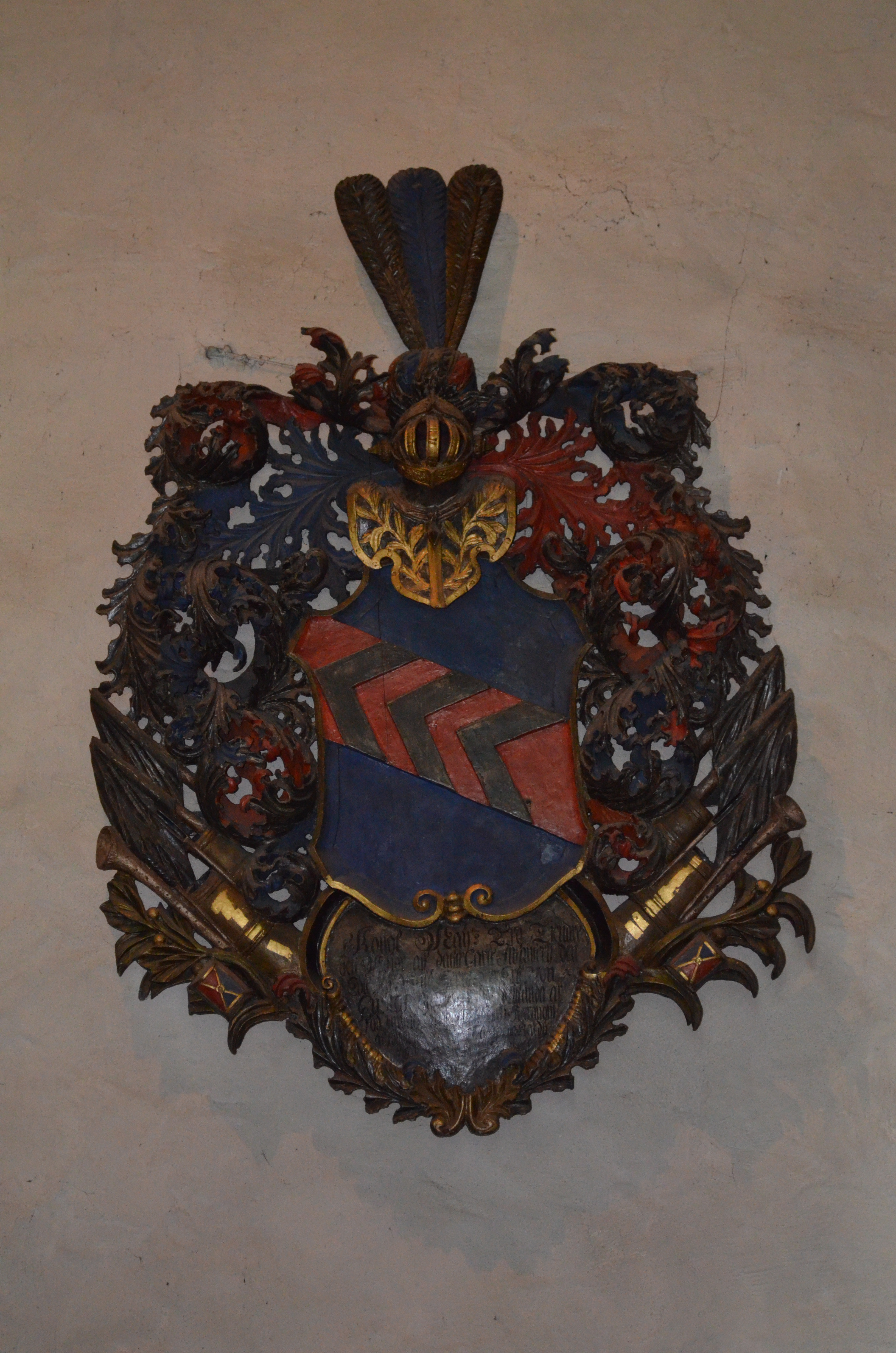
Ertman Gustaf Silfversparres (nr 99) (1649-1691) huvudbaner i Hammarby kyrka

### Webbkällor
- Hammarby kyrka, Stockholm 2008, © Stockholms stift, Text: Niss Maria Legars
- anläggningspresentation